# Ču Šuang
Ču Šuang (čínsky pchin-jinem Zhū Shuǎng, znaky 朱樉; 3. prosince 1356 – 9. dubna 1395) byl čínský vojevůdce, kníže z Čchin a druhý syn císaře Chung-wua, prvního císaře a zakladatele říše Ming.

## Jména
Ču Šuang obdržel posmrtné jméno Min (čínsky pchin-jinem Mǐn, znaky 愍), jeho plný posmrtný titul byl „kníže Min z Čchin“ (čínsky v českém přepisu Čchin Min-wang, pchin-jinem Qín Mǐnwáng, znaky 秦愍王).

## Život
Ču Šuang se narodil 3. prosince 1356 jako druhý syn Ču Jüan-čanga a jeho první manželky paní Ma. Ču Jüan-čang tehdy sídlil v Nankingu a jako jeden z generálů říše Sung bojoval v povstání rudých turbanů. Roku 1368 se Ču Jüan-čang stal císařem říše Ming a během několika let sjednotil Čínu pod svou vládou. V květnu 1370 udělil sedmi svým synům tituly knížat (王, wang), Ču Šuang se stal knížetem z Čchin (秦王).
V říjnu 1371 se Ču Šuang oženil se sestrou mongolského vojevůdce Kökö Temüra, ale manželství nepřineslo očekávaný cíl když Kökö zůstal věrný mongolskému chánovi (a jüanskému císaři) Ajuširidarovi. Více než první ženu si Ču Šuang oblíbil druhou manželku, dceru generála Teng Jüa, se kterou se oženil koncem roku 1375. Měl šest synů a dvě dcery.
Po dosažení dospělosti v dubnu 1378 přesídlil do Si-anu, centra bývalého státu Čchin, nyní hlavního města provincie Šen-si, a třebaže neměl pravomoci vůči místní správě, osobní garda, sestávající ze tří pluků, i početná domácnost vedená zkušenými poradci a úředníky (Čeng Ťiou-čcheng, Wang Kche-žang, Wen Jüan-ťi) mu dávala nemalou moc. Od konce 80. let patřil k několika císařovým synům, na nichž spočívalo velení pohraničním vojskům na severní a severozápadní hranici.

Sídla císařských synů pověřených obranou severních hranic, včetně Ču Šuanga sídlícího v Si-anu; situace po roce 1393

Po smrti korunního prince Ču Piaa roku 1392 byl přirozeným kandidátem na nového následníka trůnu, ale císařovi rádci, především Liou San-wu (1312–1399), prosadili jmenování Ču Piaova mladého syna Ču Jün-wena. Zemřelý Ču Piao byl připravován k roli panovníka vládnoucího v konfuciánském duchu pomocí mírnosti a především civilními prostředky, zatímco Ču Šuang byl zejména voják bojující s Mongoly a mající i mnoho mongolských žoldnéřů ve svých službách. Výběr Ču Jün-wena, obklopeného literáty a úředníky, sliboval pokračování v zamýšleném trendu zcivilnění a umírnění vlády. Ču Šuangovu povýšení bránila v očích dvora a císaře i jeho násilnická povaha a řada případů zneužití moci a drobných i větších přestupků.
Začátkem roku 1395 vedl vojenskou výpravu proti Tibeťanům. Krátce po návratu zemřel 9. dubna 1395 v Si-anu. Jeho první manželka, paní Wang, v reakci na mužovu smrt spáchala sebevraždu. Paní Teng se již dříve oběsila po hádce s manželem.